# Шари Редстоун
Шари Елин Редстоун (на английски: Shari Ellin Redstone) е американска бизнесдама.
Родена е на 14 април 1954 година във Вашингтон в еврейското семейство на бизнесмена Съмнър Редстоун. През 1975 година получава бакалавърска степен от Университета „Тъфтс“, а през 1980 година – магистърска степен по право от Бостънския университет. Работи като адвокат в Бостън, след което преминава в семейния медиен конгломерат около „Нешънъл Амюзмънтс“. След 2016 година постепенно поема ръководството на организацията, контролираща телевизионните компании „Си Би Ес“, „Комеди Сентрал“, „Никелодеон“ и „Ем Ти Ви“, както и филмовата компания „Парамаунт Пикчърс“.